# Quarkonio
En Física de partículas, quarkonio (quarkonium, pl. quarkonia) es el nombre dado a un mesón sin sabor; el cual comprende un quark y su antiquark. El nombre viene de la denominación de "positronio" que se le dio al sistema formado por un electrón orbitando a un  positrón, muy parecido a un elemento ligero.

## Definición
Debido a la gran masa del quark cima, el toponium que no existe, puesto que la desintegración del quark cima a través de la interacción electrodébil antes de que un estado de enlace se pueda formar. Por lo general quarkonium se refiere sólo a charmonium (partícula J/ψ) y bottomonium (partícula Y), y no a cualquiera de los más ligeros estados quark-antiquark. Este uso se debe a que los quarks más ligeros (arriba, abajo y extraño) son mucho menos masivos que los quarks más pesados, por lo que el estado físico realmente visto en los experimentos son mezclas de mecánica cuántica de los estados de quarks livianos. Las diferencias en la masa mucho mayor entre los quark encantado y fondo y los quarks más ligeros resultan en estados que están bien definidos en términos de un par quark-antiquark de sabor determinado.
- Datos: Q1540413
- Multimedia: Quarkonia / Q1540413